# Acequias (paroisse civile)
Pour les articles homonymes, voir Acequias.
Acequias est l'une des sept paroisses civiles de la municipalité de Campo Elías dans l'État de Mérida au Venezuela. Sa capitale est Acequias.